# 1894 au Canada
Pour un article plus général, voir Chronologie du Canada.
Cet article traite des événements qui se sont produits durant l'année 1894 au Canada.

## Événements

### Politique
- 26 juin : élection ontarienne : les libéraux de Oliver Mowat remportent une septième mandat majorité.

- 12 décembre : décès du premier ministre du Canada John Sparrow David Thompson.  Mackenzie Bowell lui succède le 21 décembre.

### Sport
- Association athlétique amateur de Montréal (AAA de Montréal) gagne la deuxième Coupe Stanley contre les Sénateurs d'Ottawa (1893-1934).
- Championnat du monde d'échecs à Montréal

### Économie
- Fondation d'une usine de la fromagerie de Saint-Albert, dans les Comtés unis de Prescott et Russell.

### Science
- Livre de géologie The canadian ice Age  de John William Dawson.

### Culture
- Dictionnaire canadien-français de Sylva Clapin.

## Naissances
- 8 février : Billy Bishop, as de l'aviation durant la Première Guerre mondiale.
- 9 février : Bert Corbeau, joueur professionnel de hockey sur glace.
- 7 mai : George Drew, premier ministre de l'Ontario.
- 13 mai : William Earl Rowe, chef du Parti conservateur de l'Ontario.
- 24 juin : Mary Rose Anna Travers appelée La Bolduc, chanteuse populaire.
- 8 juillet : Claude-Henri Grignon, écrivain.
- 7 octobre : Del Lord, cinéaste.
- 23 octobre : Georges Cabana, archevêque de Sherbrooke.
- 3 novembre : William George Barker, as de  l'aviation.
- 5 novembre : Harold Innis, professeur d'économie.
- 26 novembre : James Charles McGuigan, archevêque de Toronto.

## Décès
- 11 février : Archibald McKellar, chef du Parti libéral de l'Ontario.
- 22 mars : Amos Edwin Botsford, homme politique.
- 16 avril : Joseph-Charles Taché, écrivain et homme politique.
- 22 juin : Alexandre-Antonin Taché, archevêque de Saint-Boniface.
- 14 septembre : Narcisse-Fortunat Belleau, homme politique.
- 15 septembre : Philip Carteret Hill, premier ministre de la Nouvelle-Écosse.
- 30 octobre : Honoré Mercier, premier ministre du Québec.
- 29 novembre : Charles Stanley Monck, premier des gouverneurs généraux du Canada.
- 12 décembre : John Sparrow David Thompson, premier ministre de la Nouvelle-Écosse et du Canada.